# Font-Romeu-Odeillo-Via
Font-Romeu-Odeillo-Via (in catalano Font-romeu o Odelló i Vià) è un comune francese di 2 145 abitanti situato nel dipartimento dei Pirenei Orientali nella regione dell'Occitania.

## Geografia fisica

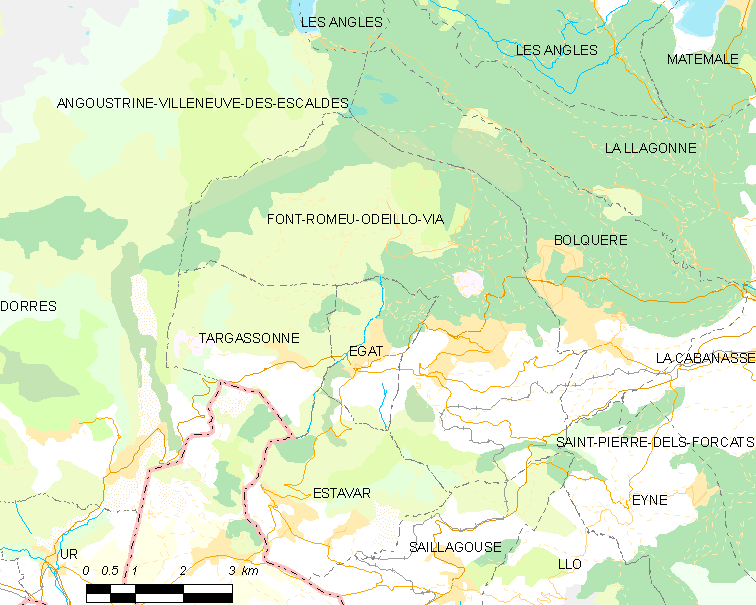
Situazione di Font-Romeu-Odeillo-Via

Fa parte della regione storica nota come Cerdagna.

## Società

### Evoluzione demografica
Abitanti censiti